# Мазур, Антонина Ефимовна
Мазур Антонина Ефимовна (род. 22 августа 1944, Парпуровцы, Винницкая область) — советская и украинская учёная, биолог и эколог. Кандидат биологических наук (1981). Лауреат Государственной премии Украины в области науки и техники (2008), Заслуженный деятель науки и техники Украины (2005).

## Биография
Родилась 22 августа 1944 года в селе Парпуровцы Винницкого района Винницкой области.
В 1972 году окончила Донецкий государственный университет.
В 1966—1983 годах работала в Донецком ботаническом саду АН УССР. В 1983 году возглавила Криворожский ботанический сад НАНУ. 

## Научная деятельность
В сферу научных интересов входят биологическая рекультивация нарушенных промышленностью земель, охрана окружающей среды, сохранение флоры.

### Научные труды
- Криворожский ботанический сад: Путеводитель / Е. Н. Кондратюк, А. Е. Мазур, В. В. Кучеревский, В. Д. Федоровский. — Киев: Наукова думка, 1989. — 97 с.
- Рекомендации по биологическому закреплению пылящих поверхностей действующих хворостохранилищ горнообогатительных комбинатов Кривбасса. — Кривой Рог, 1993.
- Древесные растения Криворожского ботанического сада / В. Д. Федоровский, А. Е. Мазур. — Днепропетровск: Проспект, 2007. — 256 с.

## Награды
- Государственная премия Украины в области науки и техники (1 декабря 2008) — за разработку и внедрение технологий возрождения нарушенных горными работами земель в качестве элементов экологической сети[2];
- Заслуженный деятель науки и техники Украины (2005).